# 연남산
연남산(淵男産, 639년~701년)은 고구려의 귀족으로 연개소문(?-665)의 셋째 아들이다. 선인(先人)으로 시작해 소형(小兄), 대형(大兄), 위두대형(位頭大兄), 그리고 중군주활(中軍主活)을 지냈다. 665년 아버지 연개소문이 죽자 연남산은 그의 형인 연남건과 연합하여 정변을 일으켜 연남생을 몰아내고 정권을 장악한다. 그러나 668년 당나라가 고구려를 침략하고 고구려가 멸망의 위기에 처하자 당나라에 항복한다. 이후 당나라에서 연남산은 사재소경(司宰少卿)이라는 벼슬에 봉해진다. 연남산은 낙양에서 병사하였는데, 이후에 그의 비석은 그의 형 연남생의 것과 함께 낙양의 동부에서 발견되었다.

## 가계
- 증조부 : 연자유(淵子遊)
- 증조모 : ?
  - 조부 : 연태조(淵太祚, ?~631년 이전)
  - 조모 : 소씨(蘇氏)
    - 아버지 : 연개소문(淵蓋蘇文, ?~665년)
    - 어머니 : 고소연(高蘇淵)
    - 숙부 : 연정토(淵淨土)
      - 형 : 천남생(淵男生, 634~679)
        - 조카 : 연헌성(淵獻誠, 651~692)
        - 조카 : 연헌충(淵獻忠, 651년 이전~665년)

      - 형 : 연남건(淵男建, 635/638[1] ~ ?)
      - 부인 : ?
        - 아들 : 천광부(泉光富, 684~ ?)[2]

## 연남산이 등장하는 작품
- 《삼국기》(KBS, 1992년~1993년, 배우:김용준)
- 《연개소문》(SBS, 2006년~2007년, 배우:도기석)
- 《대왕의 꿈》(KBS, 2012년~2013년, 배우:윤익)

### 영화
- 《평양성》(2011년, 배우 : 강하늘)